# دانشکده حقوق هیو وودینگ
دانشکده حقوق هیو وودینگ (به لاتین: Hugh Wooding Law School) یک دانشکده حقوق در ترینیداد و توباگو است که در توناپونا واقع شده‌است.